# Реструктуризація вугільної промисловості
Реструктуризація вугільної промисловості (рос. реструктуризация угольной промышленности, англ. restructuring of the coal industry, нім. Restrukturierung f des Kohlebergbaus) – тривалий процес здійснення організаційних, технічних та фінансових заходів з метою підвищення ефективності роботи галузі, розвитку її потенціалу, вдосконалення організаційної та фінансової структури, досягнення конкурентноздатності вітчизняного вугілля на внутрішньому ринку і в системі світового постачання енергоносіїв. 

## У зарубіжних вугледобувних країнах
Р. в. п. – притаманна для економік всіх вуглевидобувних країн. У Західній Європі процес Р. в. п. розпочався у 1950-х роках і проходив у різних країнах в різний час. Р. в. п. України розпочалась з 1996 р. і спрямована на: – здійснення необхідної і достатньої державної підтримки перспективних підприємств (шахт, розрізів), що тимчасово втратили рентабельність; – ліквідацію нерентабельних, економічно збиткових шахт, розрізів; – виключення із структури вугільної промисловості об’єктів, що не мають безпосереднього відношення до вуглевидобування та вуглезбагачення, а також ліквідацію дублювання функцій контролю, управління і т. ін.; – надання фізичним об’єктам структури господарсько-економічної самостійності.
Найбільш кардинальним шляхом Р.в.п. є консервація та закриття неперспективних, найбільш збиткових шахт – тих, що не мають перспективи подальшого функціонування через нестачу продуктивних запасів вугілля, складні гірничо-геологічні умови відробки пластів, які виключають ефективне використання сучасної техніки та передових технологій видобування вугілля і забезпечення високого ступеня безпеки праці шахтарів не лише у найближчій, але й у віддавленій перспективі. До особливо збиткових відносять шахти, на яких собівартість видобування 1 т вугілля значно перевищує ціну на внутрішньому ринку, і ті, що потребують державної підтримки у значно більшому розмірі, ніж інші шахти за аналогічних умов, і цю тенденцію не можуть змінити відомі нині заходи технічного, організаційного і фінансового характеру, структурні перетворення виробництва і управління. Шахти, господарсько-економічна діяльність яких не має позитивної перспективи, такі, що у прогнозованому майбутньому не можуть стати рентабельними підприємствами, підлягають закриттю.

## В Україні
- 1996 р. - початок реструктуризації на основі 253 вугледобувних і вуглепереробних підприємства створено 32 державні холдингові компанії (ДХК).
- 1997-1999 рр. - обсяг видобутку - 81,0 млн т. Бюджетні кошти виділяються тільки для підтримки стабільного обсягу видобутку.
- 2000-2003 рр. - перші спроби приватизації (шахта "Комсомолець Донбасу"), прийняття програми "Українське вугілля", укрупнення вугільних підприємств: 32 ДКХ створили 21 державне підприємство.
- з 2004 р. - Створення національної акціонерної компанії "Вугілля України" та ліквідація після повернення підприємств у сферу управління Мінвуглепрому України.
- у 2005 р. - прийняття Концепції розвитку вугільної промисловості України
- з 2008 - реалізація Концепції реформування вугільної галузі України